# التهاب الأوعية بالغلوبولينات البريدية
التهاب الأوعية بالغلوبولينات البردية أو التهاب الأوعية بالغلوبولينات القرية شكل من أشكال التهابات الأوعية الدموية ينتج من ترسب بروتينات غير طبيعية تسمى الغلوبولينات البردية. تكون هذه الغلوبولينات المناعية ذوابة في درجة حرارة الجسم الطبيعية، ولكنها تصبح غير ذوابة تحت الدرجة 37 مئوية (98.6 درجة فهرنهايت) فتتكدس داخل الأوعية الدموية الصغيرة. يحدث الالتهاب في هذه الأوعية الدموية المسدودة بسبب ترسب بروتينات المتممة التي تنشط المسارات الالتهابية.
يؤثر التهاب الأوعية بالغلوبينات البردية على الجلد، فيسبب طفحًا جلديًا بارزًا ودقيقًا على الأطراف السفلية يسمى فُرفرية. وقد تتأثر الكليتان فيحدث التهاب كبيبات كلى غشائي تكاثري. الحمى وألم العضلات والمفاصل وأذية الأعصاب الطرفية هي مظاهر شائعة أخرى لالتهاب الأوعية الدموية بالغلوبولينات البردية.

## الوبائيات
معدل الإصابة بالتهاب الأوعية بالغلوبولينات البردية منخفض ويترافق بقوة مع عدوى فيروس التهاب الكبد سي، ويكون انتشاره أكبر في جنوب أوروبا. يطور نحو 30% فقط من الأفراد الذين يحملون الغلوبولينات البردية في الدم التهاب الأوعية بالبروتينات البردية والأعراض المرتبطة به. في مراجعة أجريت على 279 مريضًا، كان متوسط عمر المرضى الذين يعانون من أعراض المرض المرتبط بفيروس التهاب الكبد سي 54 عامًا، مع انتشار متساو بين الرجال والنساء.

## الفيزيولوجيا المرضية
تُصنف الغلوبولينات البردية في الدم حاليًا حسب نوع الغلوبولين المناعي المَعني، الغلوبولين إم أو جي، وما إذا كان الغلوبولين المناعي أحادي النسيلة أو متعدد النسيلة. يعرف النمط الثاني من الغلوبولينات البردية في الدم على أنه مزيج من الغلوبولينات إم أحادية النسيلة والغلوبولينات جي متعددة النسيلة، ويعرف النمط الثالث من الغلوبولينات البردية بوجود غلوبولينات إم وجي كلاهما متعدد النسيلة. الغلوبولينات المناعية في كلا النمطين ذات نشاط شبيه بالعامل الروماتويدي، ما يسمح بارتباط الوحدة الفرعية إف سي من الغلوبولين إم بالغلوبولين جي، وهو ما يؤدي إلى تنشيط بروتينات المتممة التي تترسب في بطانة الأوعية الدموية الصغيرة والمتوسطة محدثةً الالتهاب.
يسبب النمط الأول من الغلوبولينات البردية حدوث ضرر من خلال متلازمة فرط اللزوجة فقط، أي أن خاصية تكدس الغلوبولينات البردية في الأوعية تؤدي إلى إعاقة التروية الدموية فتسبب انخفاضًا في تروية الأنسجة وتموتها إذا استمر نقص التروية. لذلك، يحدث التهاب الأوعية عمومًا فقط لدى المرضى الحاملين للغلوبولينات البردية المختلطة (النمطين 2 و3)، إذ يسبب الغلوبولين البردي البسيط (النمط 1) الإصابة بمتلازمة فرط اللزوجة دون تفعيل المتممة.
ترتبط الغالبية العظمى من حالات التهاب الأوعية بالغلوبولينات البردية بوجود حالات طبية مهمة تسهم في الإمراضية أو تفاقمها، وأهم الحالات عدوى فيروس التهاب الكبد سي. توجد حالات أخرى مهمة في هذا السياق كالإصابات الروماتويدية والورمية والالتهابية والخمجية، ومنها متلازمة شوغرن واللمفوما البائية والتهاب المفاصل الروماتويدي والذئبة الحمامية الجهازية والتهابات الكبد الفيروسية الأخرى. النمط الثالث من الغلوبولينات البردية في الدم هو الأكثر ارتباطًا بأمراض المناعة الذاتية.

## المظاهر السريرية
تظهر أعراض خفيفة فقط لدى ما لا يقل عن 50% من المصابين بالتهاب الأوعية بالغلوبولينات البردية. تشمل الأعراض الأكثر شدة الإصابة الكلوية والمَعدية المعوية والعصبية، وتكون المضاعفات القلبية الوعائية والتنفسية أقل حدوثًا وفقًا للنتائج من مجموعة من 279 مريضًا يحمل الغلوبولينات البردية في الدم ومصاب بعدوى التهاب الكبد سي. قد تتباين المظاهر السريرية اعتمادًا على المسببات الكامنة التي أدت إلى ظهور الغلوبولينات البردية في الدم.
تظهر الأعراض لدى نحو 5-10% من حاملي الغلوبولينات البردية في الدم بسبب فيروس التهاب الكبد سي. وتحدث الإصابة الكلوية لدى 20-40% من الأفراد الذين يعانون من التهاب الأوعية بالغلوبولينات البردية المترافق بأعراض، بعد سنوات من التشخيص الأولي عادةً.
يشير النكس في التهاب الأوعية الدموية إلى ظهور أعراض المرض والالتهاب بعد فترة من التحسن أو الهجوع. أجريت مراجعة منهجية للبحث في عوامل الخطر المحددة للنكس في التهاب الأوعية بالغلوبولينات البردية غير المرتبط بسبب خمجي والمرتبط بسبب مناعي، وتحديدًا فيما يتعلق بنوع الغلوبولين المناعي المعني.